# Шотландски граници
Шотландски граници (на английски: Scottish Borders, на шотландски: Crìochan na h-Alba) е една от 32-те области в Шотландия. Граничи с областите Дъмфрийс анд Голоуей на запад; Южен Ланаркшър и Западен Лоудиън на северозапад; Източен Лоудиън, Мидлоудиън и град Единбург на север; с английските графства Нортъмбърланд и Къмбрия на юг.